# Sauna Open Air

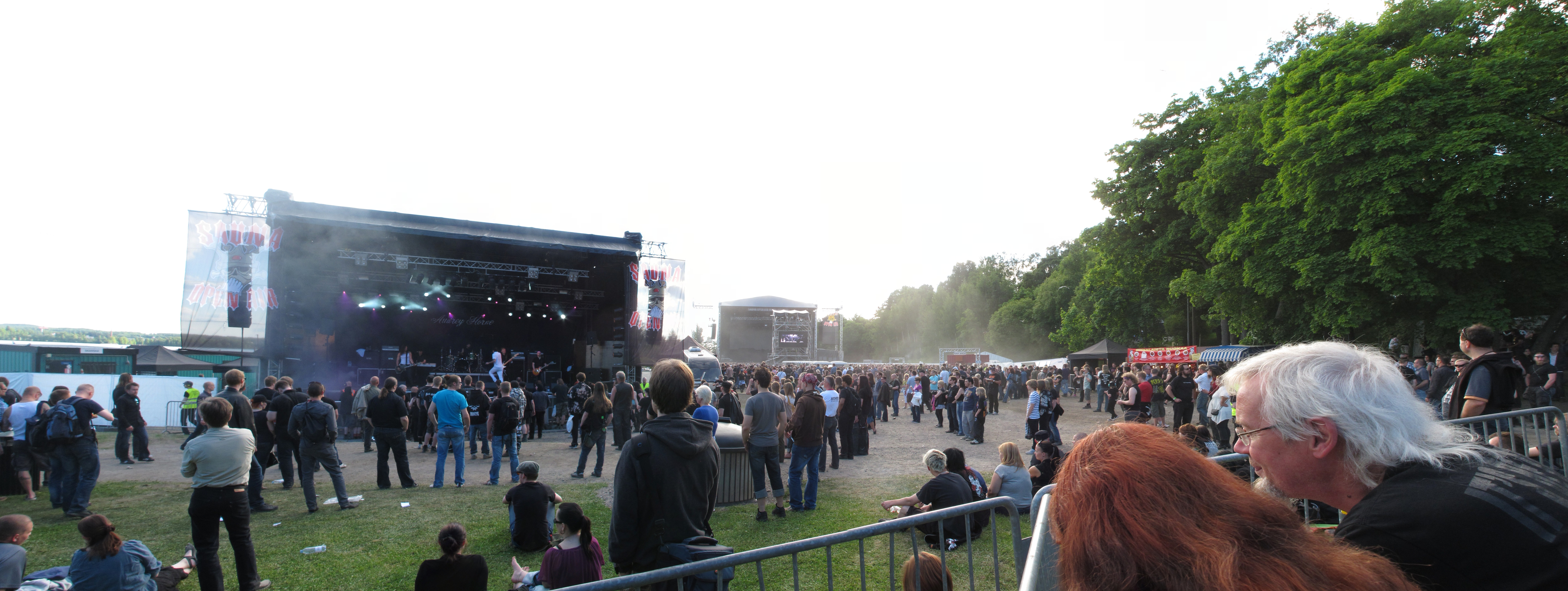
Das Sauna Open Air 2010

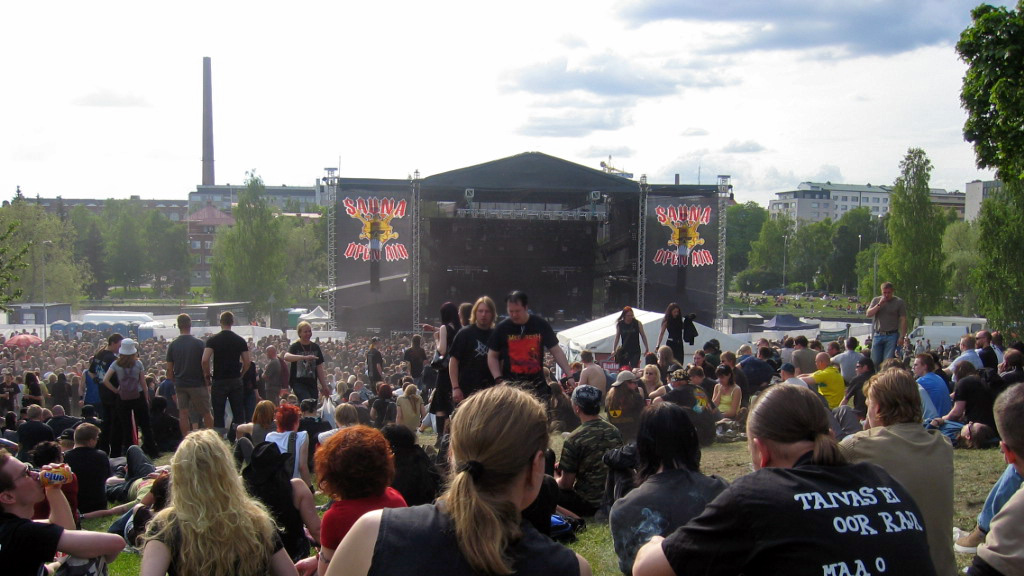
… und 2005

Das Sauna Open Air Metal Festival, kurz Sauna Open Air oder einfach nur Sauna, ist eines der größten Musikfestivals für Metal-Bands in den nordischen Ländern. Seit 2004 wurde es jährlich am ersten oder zweiten Juni-Wochenende im Ratinanniemi-Park im finnischen Tampere veranstaltet. Neben großen erfolgreichen Bands legte das Festival auch Wert darauf Newcomer zu verpflichten, die den gleichen Support wie die großen Namen erhielten.
Vom 8. bis 10. Juni 2006 kamen mehr als 20.000 Metalfans, um Bands wie Cradle of Filth, Finntroll, Iggy & the Stooges, Lordi, Twisted Sister und W.A.S.P. zu sehen. 2007 besuchten mehr als 22.000 Fans das Festival. Im Jahr 2011 erreichte man mit 26.000 Zuschauern den bisherigen Besucherrekord. Headliner 2011 waren Ozzy Osbourne und Judas Priest.
2012 fand das Festival erstmals seit 2004 nicht statt. 2013 fand das Sauna Open Air zum letzten Mal statt und meldete kurz darauf Konkurs an.
2019 fand das Festival nach 6 Jahren Unterbrechung vom 12.07.-13.07. wieder statt.

## Bands
| Jahr | Line-up |
| ---- | --- |
| 2004 | Children of Bodom, Diablo, Dreamtale, Finntroll, Helloween, Lordi, Nightwish, My Fate, Swallow the Sun, Tarot, Thunderstone, Twilightning, Underwear |
| 2005 | Amoral, Deathchain, Dio, Dreamtale, Kiuas, Kotipelto, Machine Men, Megadeth, Mokoma, Moonsorrow, Norther, Pain, Roctum, Sentenced, Slayer, Sonata Arctica, Teräsbetoni |
| 2006 | April, The Black League, Blake, Charon, Cradle of Filth, Diablo, Ensiferum, Finntroll, The Flaming Sideburns, Iggy & The Stooges, Kiuas, Lordi, Stam1na, Turmion Kätilöt, Twisted Sister, Verjnuarmu, W.A.S.P. |
| 2007 | Ari Koivunen, Dark Tranquillity, Dimmu Borgir, Entwine, Heaven and Hell, Korpiklaani, Kotipelto, Kotiteollisuus, Leverage, Los Bastardos Finlandeses, Megadeth, Pain Confessor, Poisonblack, Sabaton, Sonata Arctica, Stam1na, Swallow the Sun, Thunderstone, Timo Rautiainen, Type O Negative, Violent Storm (Abgesagt)             |
| 2008 | Airbourne, Amorphis, Children of Bodom, Diablo, Eläkeläiset, Graham Bonnet & Joe Lynn Turner, Iiwanajulma, Kiuas, KYPCK, Masterstroke, Mokoma, MoonMadness, Rytmihäiriö, Scorpions, Sebastian Bach, Sonata Arctica, Stam1na, Stone, Testament, Tracedawn, When the Empire Falls, Whitesnake                                          |
| 2009 | 45 Degree Woman, Amorphis, Apocalyptica, Bullet, Deuteronomium, Loaded, Finntroll, Hardcore Superstar (Abgesagt), Hammerfall, Kamelot, Kotiteollisuus, Medeia, Meshuggah (Abgesagt), Mötley Crüe, Nightwish, Omnium Gatherum, Poisonblack, Prestige, Profane Omen, Soilwork, Sparzanza, Stratovarius, Sturm und Drang, Thor, Viikate |
| 2010 | Amorphis, Anvil, Audrey Horne, August Burns Red, Danzig, Death Angel, Doom Unit, Glamour Of The Kill, Grave Digger, Hail!, Insomnium, KISS, Peer Günt, Poisonblack, Ratt (Abgesagt), Tarot, The 69 Eyes, Sonata Arctica, Stam1na, Steel Panther, Suburban Tribe, Whitechapel                                                         |
| 2011 | Accept, Anthriel, Battle Beast, Joey Belladonna, Blake, Cavalera Conspiracy, Dio Disciples, Doro, Helloween, Judas Priest, Mokoma, Moonsorrow, Omnium Gatherum, Ozzy Osbourne, Queensrÿche, Rytmihäiriö, Saxon, Sparzanza, Tarot, Turisas, Viikate                                                                                   |
| 2012 | Ausfall der Veranstaltung |